# باميلا أدلون
باميلا ادلون (بالإنجليزية: Pamela Adlon)‏ مواليد 9 يوليو 1966 في مانهاتن، نيويورك، الولايات المتحدة، هي ممثلة أمريكية بدأت مسيرتها الفنية عام 1982. كما أنها من الفائزات بجائزة إيمي.

## الأعمال
- كيكي لخدمة التوصيل
- راجراتس
- الفسحة
- الأميرة مونونوكي
- فارس وفادي
- أولاد كبار
- مونك

## روابط خارجية
- باميلا أدلون على موقع IMDb (الإنجليزية)
- باميلا أدلون على موقع IMDb (الإنجليزية)
- باميلا أدلون على موقع روتن توميتوز (الإنجليزية)
- باميلا أدلون على موقع قاعدة بيانات الأفلام العربية
- باميلا أدلون على موقع ألو سيني (الفرنسية)
- باميلا أدلون على موقع أول موفي (الإنجليزية)
- باميلا أدلون على موقع قاعدة بيانات الأفلام السويدية (السويدية)
- باميلا أدلون على موقع إن إن دي بي (الإنجليزية)
- باميلا أدلون على موقع ديسكوغز (الإنجليزية)
- باميلا أدلون على موقع قاعدة بيانات الفيلم (الإنجليزية)